# Булган-Гол
Булган-Гол або Урунгу (кит.: 乌伦古河, Wūlúngǔ hé — назва, прийнята на території Китаю; монг. Булган гол — назва, прийнята на території  Монголії) — річка в Монголії і Китаї. У перекладі з монгольської «Булган-Гол» позначає «соболина річка». Бере свій початок у підніжжя гори Душин-Уул (Душин-Ула, 3876 м над рівнем моря), збираючи воду з східних схилів центрального хребта Монгольського Алтаю. Протікає по Монгольському Алтаю і його передгір'ям на Заході Монголії зі сходу від хребта у південному напрямку, після чого, вийшовши на передгірську рівнину, прямує на захід. Є однією з найбільших річок Західної Монголії. Річний стік річки 1,38 км³. Дає назву відразу двом сомонам в Монголії , розташованим на її берегах: Булган в аймаці Баян-Улгий в середній течії річки і Булган в аймаці Ховд в нижній течії річки. Річка бере витоки в аймаку Баян-Улгій, потім протікає через аймак Ховд, після чого залишає територію Монголії і далі протікає по Синьцзян-Уйгурському автономному району Китаю, де іменується Урунгу.
На початку своєї течії тече по вузькій скелястій долині між головним Алтайським хребтом і хребтами Шара-Нуру, Шадегаїтин-Нуру. Потім виходить на долину близько сомона Булган (закінчення Монгольського Алтаю), і повертає на захід. Перед виходом на Джунгарську рівнину розпадається на безліч рукавів, утворюючи внутрішню дельту (є єдиним в Монголії місцем природного проживання бобрів, звідки вони були розселені в річки Ховд-Гол і Тесийн-Гол). 
На Джунгарській рівнині русло стає сильно звивистим, часто заболоченим. Клімат стає посушливим. Гирло нині[коли?] розташоване в озері Бага-Нур. Під час літніх паводків може змінюватися на озеро Улюнгур. Обидва озера з'єднані протокою Куйган, друге розташоване на 2 м нижче і в 1969 році було пов'язане каналом з прямуючим поруч Чорним Іртишем для підтримки високого рівня води, у зв'язку з чим помилково належить до басейну Іртиша. Повінь влітку, взимку замерзає. Живлення льодовиково-дощове. Річка використовується для зрошення.
Акведук каналу Іртиш-Карамай перетинає річку у точці 46°36′15″ пн. ш. 87°56′52″ сх. д. / 46.60417° пн. ш. 87.94778° сх. д..

## Геологічна історія
На початку четвертинного періоду, Булган-Гол (а також Чорний Іртиш) прямували до Джунгарського басейну, і впадали у Давнє озеро Манас на місці сьогоднішнього озера Манас. Пізніше через тектонічні рухи Чорний Іртиш та Булган-Гол перенаправили свою течію у сьогоденне річище